# Електронска денс музика
Електронска денс музика (ЕДМ) (енгл. electronic dance music, EDM; дословно „електронска плесна музика”), такође и денс музика (енгл. dance music; дословно „плесна музика”), клупска музика (енгл. club music) или једноставно денс (дословно „плес”), модерни је жанр музике који се најчешће пушта у ноћним клубовима, на радио-станицама и рејв забавама.
У електронску денс музику спадају:
- хаус
- јуроданс (eurodance)
- џангл (jungle)
- хип хаус (hip house)
- тренс (trance)
- техно (techno)
- гараж (garage)

## Историја
Од касних 1970-их година термин денс музика обележава нове облике диско и рок музике, фанка и пост-панка. Ови нови стилови који се називају клупском музиком укључују хаус, техно и тренс. Разлика имеђу диско и денс музике, или још рока и попа је у томе што код денс музике бас удара у 4/4 мери, док у року бас удара у 2/4 мери.